# Йошіро Окабе
Йошіро Окабе (яп. 岡部 芳郎, англ. Yoshiro Okabe, нар. 9 квітня 1884 — пом. 17 березня 1945) — японський інженер та помічник Томаса Едісона. З 1904 по 1914 рік — працював у парку Менло, що в Нью-Джерсі. Після повернення до Японії, Йошіро Окабе за допомогою кінетоскопа Едісона зняв короткометражний звуковий фільм «Катюша» (головна актриса — Сумако Мацуї). Загинув 17 березня 1945 року під час бомбардування Кобе авіацією США.
Йошіро Окабе є дідом громадського діяча, економіста та українознавця Йошіхіко Окабе (нар. 1973).